# Villegagnon (île)
« Serigipe » redirige ici. Ne pas confondre avec Sergipe.
Pour les articles homonymes, voir Villegagnon.
Villegagnon est une île dépendant de la ville de Rio de Janeiro, au Brésil. Elle doit son nom à Nicolas Durand de Villegagnon, explorateur français qui tenta d'établir la présence française dans la baie de Guanabara en 1555. Elle était alors appelée Serigipe par les indigènes et Ilha das Palmeiras (« Île des palmiers ») par les Portugais.
Il fit bâtir sur cette île le Fort Coligny et créa sur la côte le bourg d'Henriville, dans la région de l'actuelle plage praia do Flamengo (pt), préfiguration de la ville de Rio, avant même que les Portugais ne songent à s'y installer. L'ensemble de ces colonies était alors appelé la France antarctique.